# Vollenhovia pertinax
Vollenhovia pertinax är en myrart som först beskrevs av Smith 1861.  Vollenhovia pertinax ingår i släktet Vollenhovia och familjen myror. Inga underarter finns listade i Catalogue of Life.